# Troubadour
Troubadour é um álbum de George Strait, lançado em 2008.